# Список богомолів Росії
У фауні Росії відомо 12 видів богомолів. Більшість видів богомолів мешкають лише в південних та теплих регіонах Росії, переважно з субтропічним кліматом. У більш північних регіонах поширений лише богомол звичайний, який на початку XXI століття стрімко розширює власний ареал. За літературою XX століття в Росії відмічалися лише 8 видів богомолів, проте у 2001—2015 роках у Краснодарському краї був виявлений богомольчик кримський, який, імовірно, розповсюдився з Криму, а в Астраханській області — 2 середньоазійські види Severinia turcomaniae та Rivetina nana, які рухаються з поширенням напівпустель у Прикаспійській низовині.
Одинична знахідка богомола східноазійського роду Statilia була зроблена в Сочі 2015 року., але станом на 2020 рік вид Statilia maculata утворив стабільні популяції в регіоні.

## Список видів
| Наукова назва, автор, рік опису          | Таксономія          | Статус МСОП | Зображення | Зауваження щодо поширення |
| Mantis religiosa Linnaeus, 1758          | Родина Mantidae     | LC          |            | Південь і центр Європейської частини, Західний Сибір, Далекий Схід, на північ до Костромської області та Хабаровського краю; мешкає в різноманітних біотопах, зокрема в урбанізованих, віддає перевагу ксерофітній та мезофітній рослинності |
| Empusa pennicornis Pallas, 1773          | Родина емпузові     | -           |            | Південь та південний схід Європейської частини, на півночі до Саратовської області, на сході до Південноуральських степів; мешкає у степах, напівпустелях, пустелях                                                                          |
| Empusa fasciata Brullé, 1832             | Родина емпузові     | -           |            | Краснодарський край; мешкає в степах |
| Iris polystictica Fischer-Waldheim, 1846 | Родина Tarachodidae | -           |            | Південний степовий пояс від українського кордону до Алтайського краю, на північ до Саратовської області |
| Hierodula transcaucasica Brunner, 1878   | Родина Mantidae     | —           |            | Краснодарський край, Дагестан, Калмикія; мешкає у листяних лісах та садах |
| Bolivaria brachyptera Pallas, 1773       | Родина Mantidae     | —           |            | Південний степовий пояс від українського кордону до Південноуральських степів, на північ до Воронезької області |
| Rivetina nana Mistshenko, 1967           | Родина Mantidae     | —           |            | Астраханська область; мешкає в пустелях |
| Ameles taurica Jakovlev 1903             | Родина Mantidae     | —           |            | У 1996—2006 роках вперше знайдений на степових ділянках Темрюцького району Краснодарського краю |
| Statilia maculata (Thunberg, 1784)       | Родина Mantidae     | —           |            | Чорноморське узбережжя Краснодарського краю, імовірно завезений на початку 2010-х років |
| Severinia turcomaniae (Saussure, 1872)   | Родина Tarachodidae | —           |            | Астраханська область; мешкає в пустелях, на півдні степів |
| Armene pusilla Eversmann, 1859)          | Родина Mantidae     | —           |            | Відомо кілька знахідок на півдні Челябінської області, внесено до Червоної книги області |
| Tenodera angustipennis Saussure, 1869    | Родина Mantidae     | —           |            | Південь Приморського краю; мешкає на луках та узліссях листяних лісів |